# Menterwolde (gemeente)

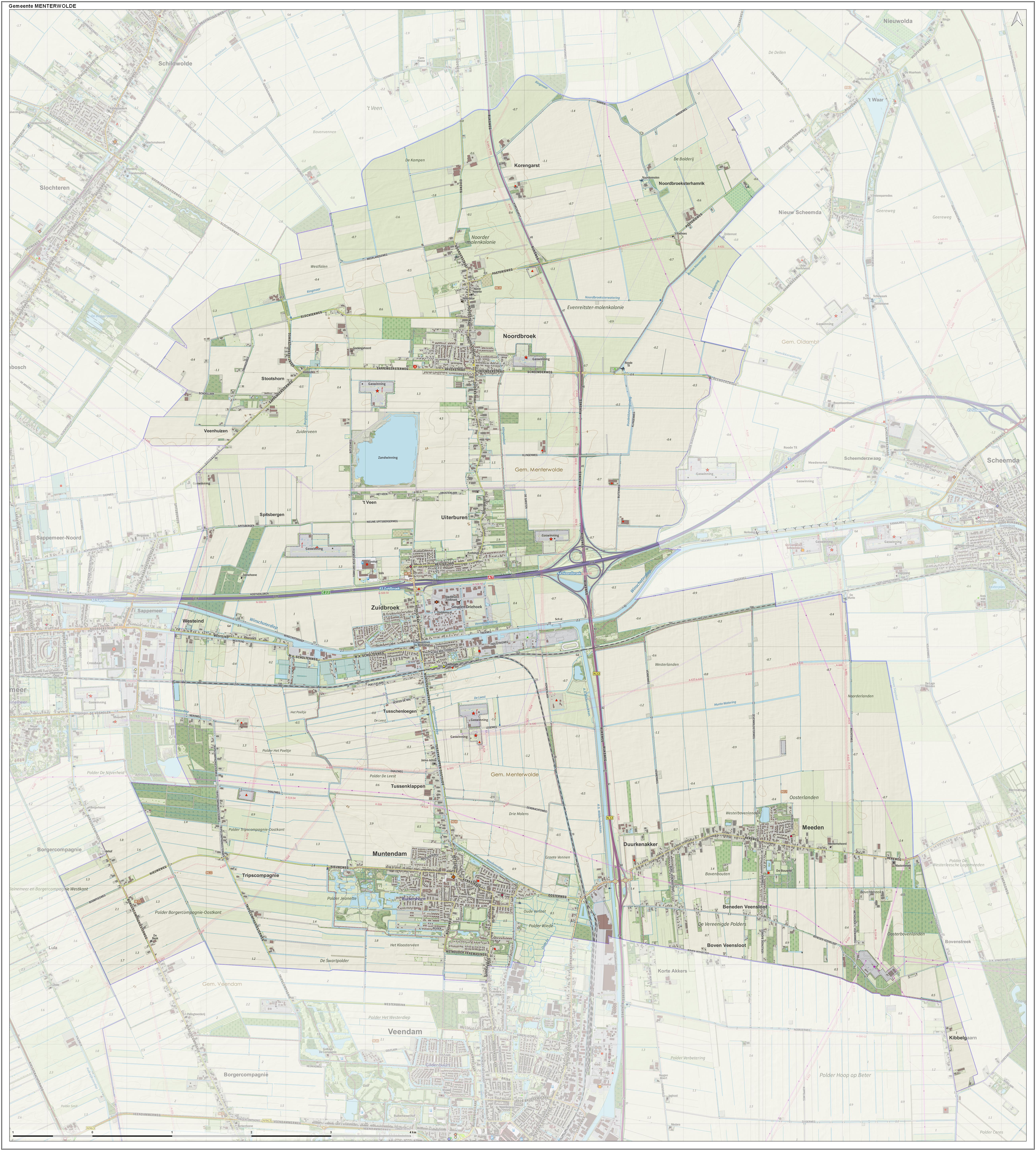
Topografische gemeentekaart van Menterwolde, september 2017

Menterwolde (uitspraakⓘ) is een voormalige gemeente in Noord-Nederland, in de provincie Groningen. Per 1 januari 2018 ging de gemeente op in de nieuwe gemeente Midden-Groningen. Op de laatste dag van haar bestaan (31 december 2017) had de gemeente 12.013 inwoners.

## Indeling
De gemeente Menterwolde bestond uit de volgende plaatsen en kernen: Beneden Veensloot, Borgercompagnie (gedeeltelijk), Boven Veensloot, Duurkenakker, Korengarst, Meeden, Muntendam, Noordbroek, Spitsbergen, Stootshorn, Tripscompagnie (gedeeltelijk), Tusschenloegen, Tussenklappen, Uiterburen en Zuidbroek.

## Geschiedenis
De naam Menterwolde (Menterasilva (1222) of Menterawalda) is ontleend aan het middeleeuwse veenlandschap aan de oevers van het riviertje de Munter Ee, dat later het Wold-Oldambt is gaan heten. De naam Menterwolde werd ook gebruikt voor een klooster dat iets ten zuiden van Nieuwolda heeft gelegen en er zijn aanwijzingen dat ook een nederzetting in de buurt van dit klooster dezelfde naam droeg. In het begin van de 16e eeuw is dit gebied voor een deel overstroomd door de Dollard. Halverwege de 16e eeuw werd het verdronken land alweer ingepolderd.
De dorpen lagen als langgerekte streekdorpen rond de tijdelijke Dollardboezem. De langgerekte vorm is ontstaan door de veenontginningen aan het eind van de middeleeuwen. Alle vroegere gemeenten van Menterwolde maakten deel uit van het Oldambt. In het achterland bevindt zich een ontgonnen hoogveengebied, dat gedeeltelijk tot de Veenkoloniën wordt gerekend. Hier liggen de dorpen Borgercompagnie en Tripscompagnie, evenals het gehucht Stootshorn.
Landschap en bebouwing worden vooral bepaald door grootschalige landbouwbedrijven, die tussen 1850 en 1940 een bloeitijd kenden. In die periode kenmerkte het gebied zich door grote sociale tegenstellingen, die ook daarna in de politieke verhoudingen doorwerkten.
De gemeente Menterwolde ontstond op 1 januari 1990 door samenvoeging van de gemeenten Meeden, Muntendam en Oosterbroek. De nieuwe gemeente droeg aanvankelijk de naam Oosterbroek. Een jaar later koos de gemeenteraad voor de naam Menterwolde. Het gemeentehuis was sinds juni 1992 gevestigd te Muntendam.
Op 1 januari 2018 ging de gemeente op in de nieuwe gemeente Midden-Groningen.

## Bestuur

### Burgemeesters
Begin 2003 trad burgemeester Meia Lantinga (PvdA) af, omdat ze volgens de gemeenteraad door kwaliteitsgebrek niet voor een herbenoeming in aanmerking kon komen. Ze werd opgevolgd door haar partijgenoot Fijke Liemburg. In juni 2005 stapte deze plotseling op, naar eigen zeggen omdat hem het werken onmogelijk werd gemaakt door enkele 'sleutelfiguren' in de gemeenteraad, het college van burgemeester en wethouders en het ambtelijke apparaat. Hij gaf aan met name problemen te hebben met leidende figuren binnen zijn eigen partij, die in de gemeenteraad een absolute meerderheid had. Liemburg overleed onverwacht op 24 november 2006.
Op 1 juli 2005 maakte commissaris van de Koningin Hans Alders bekend dat het burgemeesterschap tijdelijk zou worden waargenomen door Meindert Schollema, op dat moment al burgemeester van Pekela. Op 9 november 2006 werd bekend dat Eduard van Zuijlen de nieuwe burgemeester van Menterwolde zou worden. Eind maart 2015 legde Van Zuijlen het burgemeesterschap neer en per 16 april 2015 werd Rein Munniksma aangesteld als waarnemend burgemeester. Munniksma behield de functie tot de opheffing van de gemeente op 1 januari 2018.

### Gemeenteraad
De gemeenteraad van Menterwolde bestond uit 15 zetels. Hieronder staat de samenstelling vermeld in de periode 1989-2018:
| Gemeenteraadszetels  | Gemeenteraadszetels | Gemeenteraadszetels | Gemeenteraadszetels | Gemeenteraadszetels | Gemeenteraadszetels | Gemeenteraadszetels | Gemeenteraadszetels |
| Partij               | 1989                | 1994                | 1998                | 2002                | 2006                | 2010                | 2014                |
| -------------------- | ------------------- | ------------------- | ------------------- | ------------------- | ------------------- | ------------------- | ------------------- |
| Menterwolde Gewoon   | -                   | -                   | -                   | -                   | -                   | -                   | 4                   |
| SP                   | -                   | 1                   | 2                   | 1                   | 2                   | 1                   | 3                   |
| VVD*                 | 2                   | 2                   | 2                   | 3                   | 2                   | 3                   | 2                   |
| Kritisch Menterwolde | -                   | -                   | -                   | -                   | 1                   | 2                   | 2                   |
| PvdA                 | 9                   | 7                   | 8                   | 8                   | 6                   | 5                   | 2                   |
| CDA                  | 2                   | 2                   | 2                   | 2                   | 1                   | 1                   | 1                   |
| GroenLinks           | 2                   | 2                   | 1                   | 1                   | 2                   | 2                   | 1                   |
| ChristenUnie*        | 0                   | -                   | -                   | -                   | 1                   | 1                   | 0                   |
| D66                  | -                   | 1                   | 0                   | -                   | -                   | -                   | -                   |
| Totaal               | 15                  | 15                  | 15                  | 15                  | 15                  | 15                  | 15                  |

- Tot en met 2002 als Algemeen Belang-VVD
- In 1989 deed een van de voorlopers van de ChristenUnie, de GPV mee aan de gemeenteraadsverkiezingen.